# 小灰蝶屬
小灰蝶屬（學名：Theclinesthes）是灰蝶科眼灰蝶亞科中的一個屬。分佈在東洋界及澳新界。

## 物種

### 澳小灰蝶種團
- 澳小灰蝶 （Theclinesthes onycha） (Hewitson, 1865)
- 美小灰蝶 （Theclinesthes miskini） (Lucas, 1889)
  - 小灰蝶 （T. m. eremicola） (Röber, 1891) —— 又視為一個種
- 白小灰蝶 （Theclinesthes albocincta） (Waterhouse, 1903)
- 黃昏小灰蝶 （Theclinesthes hesperia） Sibatani & Grund, 1978

### 紫小灰蝶種團
- 紫小灰蝶 （Theclinesthes serpentata） (Herrich-Schäffer, 1869)
- 素小灰蝶 （Theclinesthes sulpitius） (Miskin, 1890)

地位未定
- Theclinesthes petersi (Tennent, 2005)